# Allée Théodore-Vacquer
L'allée Théodore-Vacquer est une voie située dans le 5e arrondissement de Paris, en France.

## Situation et accès
L'allée est située dans le square des arènes de Lutèce et square Capitan, elle en constitue l'allée principale.

## Origine du nom
La voie porte le nom de Théodore Vacquer (1824-1899), archéologue et architecte français.